# Hinode (Tokyo)
Hinode (日の出町?) è una cittadina giapponese facente parte del Distretto di Nishitama, il cui territorio ricade sotto la giurisdizione del Governo Metropolitano di Tokyo.